# Supergirl (comics)
Pour les articles homonymes, voir Supergirl.
Supergirl est le nom de plusieurs personnages de fiction appartenant à l'univers de DC Comics. Les Supergirls sont des dérivés féminin de Superman, plusieurs personnages basés sur le même principe ont fait quelques apparitions dans les comics avant la création de Supergirl.
La première Supergirl officielle, Kara Zor-El, est apparue pour la première fois dans le comic book Action Comics #252 (mai 1959). Depuis 1985 avec les événements de Crisis on Infinite Earths où elle trouva la mort, elle est remplacée par Linda Danvers et Cir-El. En 2004, le personnage de Kara Zor-El est réintroduit dans la continuité de l'Univers DC.
Supergirl est également le titre de plusieurs séries de comics basées sur le personnage. Il existe également des versions alternatives du personnage hors de la continuité principale de l'Univers DC. Supergirl est apparue dans un film homonyme, plusieurs séries télévisées et des jeux vidéo.

## Précurseurs
Le concept de donner les pouvoirs de Superman à un personnage féminin date d'avant la première apparition de Supergirl. Plusieurs personnages féminins possédant ses capacités ont effectué de brefs passages dans les comics.
- Superwoman / Lois Lane : Lois Lane possède ses pouvoirs pour la première fois dans Action Comics #60 (mai 1943)[1],[2],[3].

- Super-Sister / Claire Kent : Superboy / Clark Kent empêche un crash et sauve la vie d'une femelle extraterrestre nommée Shar-La dans Superboy #78 (janvier 1960)[4]. Étant télépathe, elle arrive à lire les pensées de Superboy et en apprenant son opinion des femmes conductrices. Elle le transforme en fille Claire Kent[5].

- Super-Girl : Dans le comic Superman #123 (août 1958), Super-Girl apparaît après que Jimmy Olsen trouve un totem indien magique et fait le vœu que Superman ait un faire-valoir féminin[6],[7]. La réaction des lecteurs pour cette histoire a été positive, un an plus tard, une Supergirl, kryptonienne cette fois, a été ajoutée à l'univers DC[8].

## Personnages
La première et la plus célèbre Supergirl est Kara Zor-El. Depuis Infinite Crisis où elle trouva la mort, les fans ont voulu que de nouveau une Supergirl apparaisse dans l'univers DC. Plusieurs autres versions se sont succédé : Matrix, Linda Danvers et Cir-El.

### Kara Zor-El (Pre-Crisis)
Kara Zor-El est apparue pour la première fois dans Action Comics #252 en mai 1959 sur un scénario d'Otto Binder. Mort Weisinger, rédacteur en chef des comics de Superman, avait profité de la page du courrier des lecteurs qu'il avait créé pour ses comics pour savoir quelles étaient les attentes des lecteurs. Plusieurs lectrices avaient demandé qu'une jeune femme, semblable à Superman, ait ses propres aventures. Wiesinger répond à ces attentes en confiant à Otto Binder, déjà responsable de la création de Mary Marvel, l'équivalent féminin de Captain Marvel, le plus important concurrent de Superman, pour Fawcett Comics, d'écrire les premières aventures de la cousine de Superman.
Un vaisseau spatial s'écrase sur la Terre. Superman intervient et est surpris de voir sortir une adolescente blonde habillée dans une version féminine de son costume. Elle lui explique que lors de l'explosion de Krypton, la ville d'Argos a survécu sur un large morceau de la planète qui est parti à la dérive dans l'espace. Mais les citoyens ne sont pas tirés d'affaire pour autant, le sol se transforme et la Kryptonite qui le compose devient mortelle. Zor-El construit un vaisseau spatial pour envoyer sa fille Kara sur la Terre où il a découvert qu'un kryptonien, Superman / Kal-El, y vivait. Alura, sa femme, construit un costume identique à celui de Superman. Zor-El est le frère de Jor-El, le père de Kal-El, Superman et Kara sont cousins. 
Dans le comic book Crisis on Infinite Earths #7 (octobre 1985), elle trouve la mort en sauvant son cousin Superman de l'Anti-Monitor, et lors de la recréation de l'univers son existence est effacée de l'Histoire,,.

### Matrix
Dans le comic book Superman v2 #16 (avril 1988), le Lex Luthor d'un univers de poche conçoit une forme de vie artificielle métamorphe nommée Matrix. Superman est à la poursuite de dangereux kryptoniens et arrive dans cet univers. Ce dernier est en perdition et au moment de repartir, Superman emmène Matrix avec lui.
La nouvelle Supergirl / Matrix possède des capacités comparables à celles de Superman. En plus, elle peut se rendre invisible et prendre différentes apparences. Elle utilise principalement l'apparence d'une Supergirl et l'identité de Mae.
Matrix a une relation romantique avec le Lex Luthor de la Terre-1, elle le quitte lorsqu'elle se rend compte qu'il est différent de son créateur. Elle a fait partie des Teen Titans.

### Linda Danvers
En 1996, dans Supergirl vol. 4 #1, Supergirl / Matrix vient en aide à une jeune fille mourante Linda Danvers. Les deux fusionnent et forment une nouvelle Supergirl qui peut changer de forme entre Supergirl, grande et blonde et Linda Danvers, plus petite et brune.

### Cir-El
La Supergirl dénommée Cir-El est apparue pour la première fois dans le comic book Superman: The 10 Cent Adventure #1. Lors de sa rencontre avec Superman, Cir-El s'est présentée comme sa fille en provenance du futur, déclarant également que Lois Lane était sa mère. Il s'avéra, en fait, qu'il s'agissait d'une humaine génétiquement modifiée avec de l'ADN kryptonien et manipulée par Brainiac. Elle se sacrifia dans Superman vol. 2 #200 pour arrêter celui-ci. Le personnage est ensuite apparu dans d'autres aventures impliquant des perturbations temporelles.

### Kara Zor-El (Post-Crisis)
En 2004 quand DC Comics opéra un retour aux sources dans Superman/Batman #8, puisqu'il s'agit comme avant Crisis de la cousine de Superman, Kara Zor-El, arrivée sur Terre dans un vaisseau emprisonné dans une météorite de kryptonite,. Elle fut sujet au début de dissensions entre Batman, qui se méfiait d'elle, et Superman, qui lui fait totalement confiance.
Dans la série Supergirl vol. 5 de 2005, l'adolescente découvre son nouvel environnement la Terre, ses pouvoirs et ce que cela signifie d'être un héros. Elle cherche à savoir ce qu'elle veut faire de sa vie. Elle s'est inventé l'identité de Linda Lang, la nièce de Lana Lang, l'amie de longue date de Clark Kent,.

## Séries de comics
Il existe cinq séries éponymes de comic books :
- Supergirl vol. 1 (1972) - personnage : Kara Zor-El

La série est composée de 12 numéros.
- The Daring New Adventures of Supergirl (1982) - personnage : Kara Zor-El

La série est composée de 23 numéros. Pour les numéros 13 à 23, le nom Supergirl vol. 2 a été employé.
- Supergirl vol. 3 (1994) - personnage : Matrix

C'est une mini-série de 4 numéros.
- Supergirl vol. 4 (1996) - personnages : Matrix, Linda Danvers

La série est composée de 80 numéros.
- Supergirl vol. 5 (2005) - personnage : Kara Zor-El

La série est composée de 67 numéros.
- Supergirl vol. 6 (2011) - personnage : Kara Zor-El

La série est relancée au #1 à cause de la Renaissance DC. Série composée de 40 numéros.
- Supergirl vol. 7 (2016) - personnage : Kara Zor-El

La série est en cours de publication.

## Version alternatives
Supergirl a eu plusieurs versions alternatives, la plus connue est Power Girl.
Power Girl / Kara Zor-L est la version alternative de Supergirl / Kara Zor-El sur la Terre-2. Elle est apparue pour la première fois dans All Star Comics #58 en 1976. C'est la cousine du Superman de la Terre-2, elle a un caractère opposé à Supergirl,. Scénarisée par Gerry Conway et illustrée à l'origine par Ric Estrada et Wally Wood, elle arbore un décolleté et une attitude provocatrice qui contraste énormément avec la bonne tenue et politesse de Supergirl.

## Apparitions dans d'autres médias

### Cinéma

#### Films en prises de vues réelles

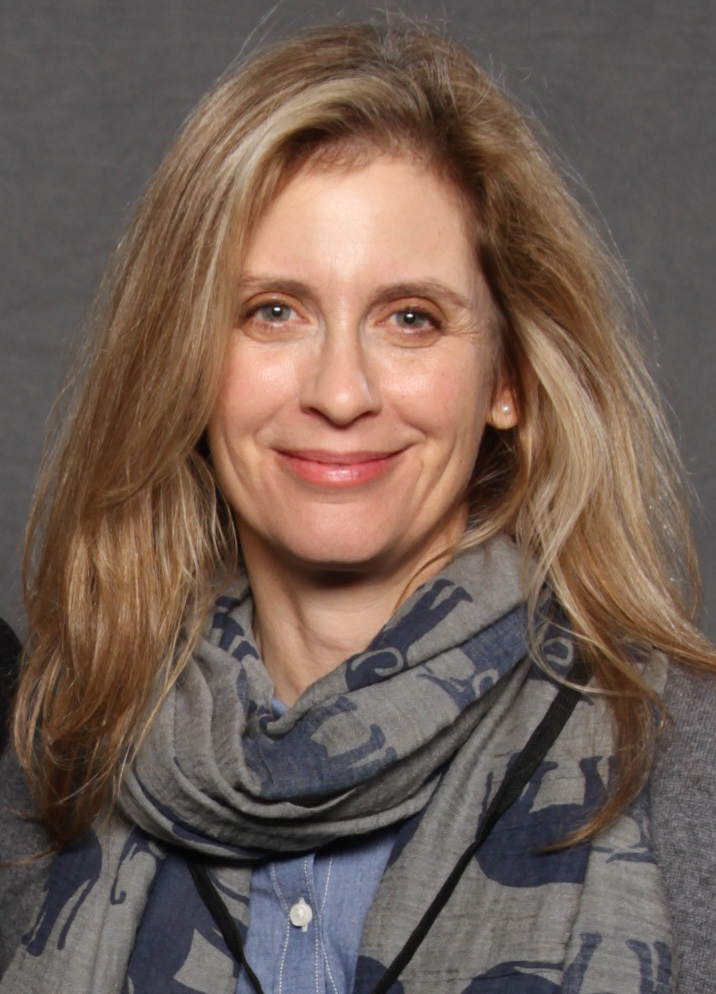
Helen Slater interprète le personnage dans son propre film en 1984.

Le film Supergirl de 1984 est une adaptation cinématographique réalisée par Jeannot Szwarc. Le personnage de Supergirl / Kara Zor-El, qui prend aussi l'identité de Linda Lee, est joué par Helen Slater.
Dans le film The Flash de l'univers cinématographique DC, sorti en 2023 et réalisé par Andrés Muschietti, Supergirl est jouée par Sasha Calle et en caméo par Helen Slater.
En janvier 2024, Milly Alcock est annoncée pour incarner le personnage dans le DC Universe, tout d'abord dans le film Superman (2025) avant un film solo, Supergirl: Woman of Tomorrow (2026).

#### Films d'animation
Le personnage apparait en 2008 dans le film La Ligue des justiciers : Nouvelle Frontière[réf. nécessaire]
Le personnage est interprété par Summer Glau en 2010 dans le film d'animation Superman/Batman: Apocalypse de Lauren Montgomery, suite du film Superman/Batman: Public Enemies sorti l'année d'avant et qui puise dans le comics Superman/Batman.
En 2013, Molly Quinn lui prête sa voix dans le film  Superman contre Brainiac (Superman: Unbound), d'après le comics (en) de Geoff Johns.

### Télévision

#### Animation

##### DC Animated Universe

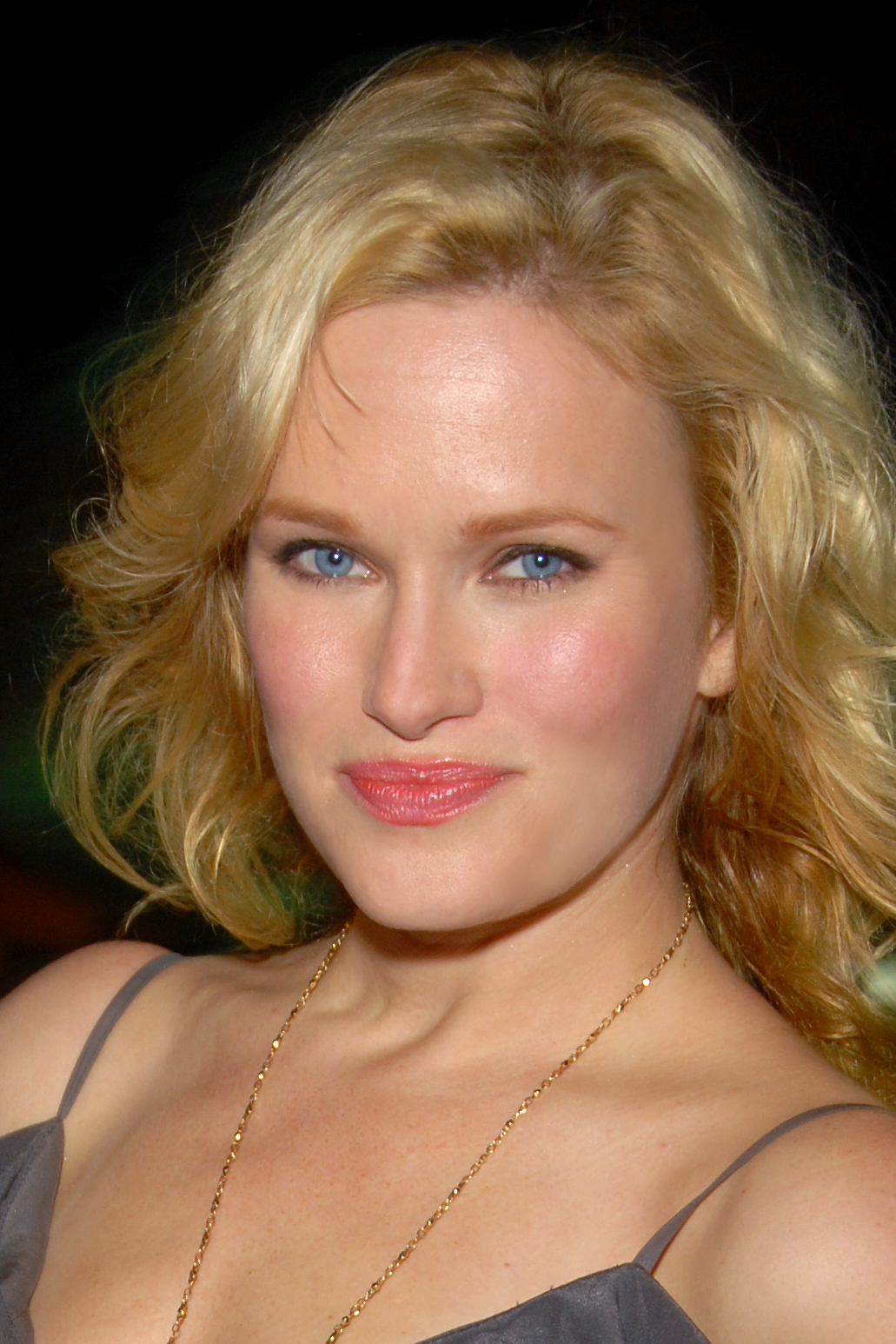
Nicholle Tom prête sa voix au personnage entre 1998 et 2006 dans plusieurs séries du DC Animated Universe.

De 1998 à 2006, le personnage de Kara Zor-El / Supergirl apparaît dans trois séries d'animation du DC Animated Universe, dans chacune, elle est interprétée par Nicholle Tom,. Ainsi, le personnage est introduit en 1998 dans le double épisode Little Girl Lost de la série Superman de 1996,. Elle réapparait en 1999 dans l'épisode Unity, ainsi qu'en 2000 dans le double épisode final Legacy,.
Parallèlement et quelques mois après sa première apparition, le personnage fait un passage dans la série Batman de 1997. Apparaissant dans l'épisode Girls’ Night Out qui se situe à Gotham City, Supergirl fait équipe avec Batgirl afin de d'arrêter Livewire, Harley Quinn et Poison Ivy.
En 2004, Supergirl est un des nombreux ajouts de l'équipe de la Justice League présentés dans le premier épisode de la troisième saison de la série Justice League, renommée Justice League Unlimited.

##### Autres apparitions
- Justice League Action
- Teen Titans Go!
- DC Super Hero Girls
- DC Super Hero Girls (série télévisée)
- La Ligue des Justiciers : Nouvelle Génération

### Séries en prises de vues réelles
- Smallville

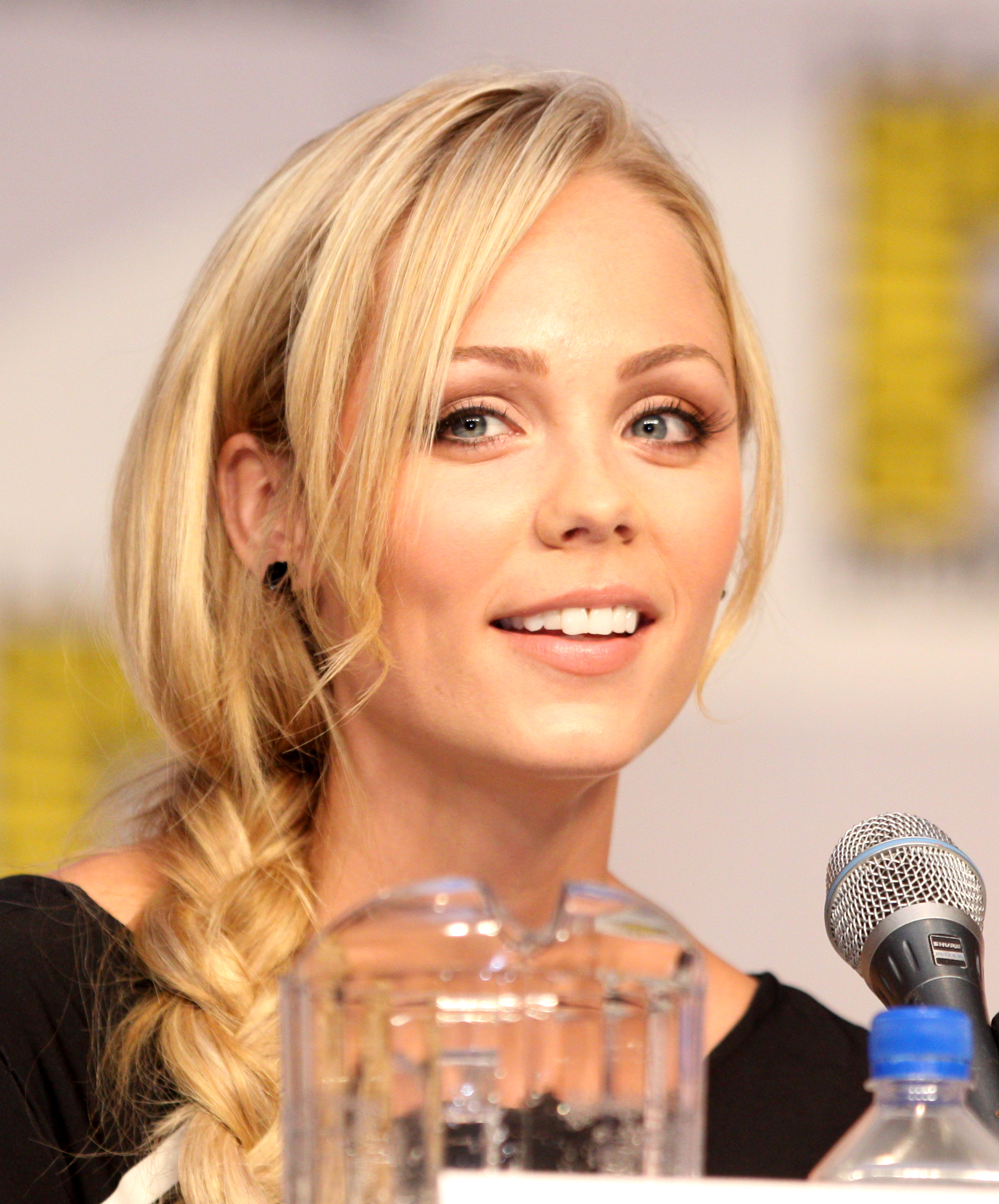
Laura Vandervoort interprète Supergirl / Kara Zor-El dans la série télévisée Smallville, photo prise durant le Comic-Con en juillet 2010

Dans la série télévisée Smallville, Supergirl / Kara Zor-El apparaît dès la troisième saison (dernier épisode), devient par la suite un personnage récurrent de la saison 7 et a quelques apparitions dans les saisons suivantes. Comme dans les comics, elle est la cousine de Clark Kent / Kal-El et tente de s'adapter à la vie terrestre. Elle serait arrivée en même temps que Kal-El sur Terre, leurs vaisseaux se suivant. Mais celui de Kara a atterri dans l'eau et celle-ci est restée en hibernation pendant dix-huit ans, réveillée ensuite par l'effondrement d'un barrage à la fin de la saison 6, ce qui explique son apparition dans l'eau au début de la saison 7. Dans la saison 10, elle a recours à l'identité secrète de Linda Lee Danvers. Son personnage est interprété par l'actrice Adrianne Palicki dans le dernier épisode de la saison 3 et par la suite incarné par Laura Vandervoort.
- Supergirl

Melissa Benoist joue Kara Danvers alias Kara Zor-El alias Supergirl dans une série développée par CBS. Cette série a été intégrée à l'Arrowverse, l'univers partagé des séries télévisées Arrow, The Flash, Legends of Tomorrow et  Batwoman. 
Dans cette version, les Kryptoniens existent sur Terre-38. Kara Zor-El a dérivé dans la Zone fantôme en quittant Krypton en même temps que son cousin nouveau-né, Kal El. En arrivant sur Terre, Kal El, devenu Clark Kent/Superman, la confie à la famille Danvers. Devenue adulte, elle travaille sous les ordres de Cat Grant à National City sous l'identité de Kara Danvers, avant d'accepter ses pouvoirs et d'endosser le costume de Supergirl, repoussant les attaques des extraterrestres avec l'aide du DEO, une unité gouvernementale secrète à laquelle appartient Alex Danvers, la sœur adoptive de Kara.

### Jeux vidéo
Dans la version PlayStation Portable du  Justice League Heroes sorti en 2006, Supergirl est un personnage que l'on peut débloquer. Elle est interprétée par Tara Strong.
Le personnage apparait dans le Jeu en ligne massivement multijoueur gratuit DC Universe Online lancé en 2011.
Une version LEGO du personnage est jouable dans Lego Batman 2: DC Super Heroes sorti en 2012 et Lego Batman 3 : Au-delà de Gotham en 2014,. Pour le jeu Lego Dimensions lancé en 2015, le personnage est une exclusivité de la Playstation 4, disponible grâce au contenu téléchargeable Starter Pack. Enfin, le personnage est jouable dans le jeu Lego DC Super-Vilains sorti en 2018.
En juin 2016, le personnage est révélé dans la première bande-annonce du jeu de combat Injustice 2, suite du grand succès Injustice : Les dieux sont parmi nous sorti en 2013. Personnage jouable présente dans la campagne scénarisée, Supergirl est décrite comme étant l'« arme secrète » utilisée par Wonder Woman et Black Adam pour venir en aide à Superman, emprisonné après avoir imposé un régime dictatoriale. Le jeu introduit également Brainiac comme antagoniste, ce dernier attaquant la Terre. La Kryptonienne est interprétée par Laura Bailey.

#### Séries de comics
- (en) Supergirl (1972) sur la Comic Book Database
- (en) The Daring New Adventures of Supergirl (1982) sur la Comic Book Database
- (en) Supergirl (1994) sur la Comic Book Database
- (en) Supergirl (1996) sur la Comic Book Database
- (en) Supergirl (2005) sur la Comic Book Database